# Иделалисиб
Иделалисиб (под кодовым названием  'GS-1101'  или  'CAL-101' ) — лекарственный препарат из группы селективных ингибиторов фосфоинозитид-3-киназы. 

## Механизм действия
Иделалисиб является специфическим ингибитором каталитической субъединицы p110δ фермента фосфоинозитид-3-киназы. Конкурентно замещая молекулы АТФ в АТФ-связывающем «кармане» данной субъединицы, Иделалисиб вызывает полную инактивацию фермента. 

## Показания
Иделалисиб является препаратом второй линии терапии для пациентов с рецидивом B-клеточного хронического лимфолейкоза (B-ХЛЛ). Иделалисиб обычно используется в комбинации с ритуксимабом, но может быть использован также у пациентов, у которых терапия ритуксимабом противопоказана или неэффективна в связи с сопутствующими заболеваниями или непереносимостью ритуксимаба. Также применяется для лечения пациентов с рецидивом фолликулярной B-клеточной неходжкинской лимфомы и с рецидивом мелкоклеточной лимфомы. Иделалисиб предназначен для использования у пациентов, которые ранее получили по меньшей мере два курса системной химиотерапии без эффекта либо с рецидивом после первоначального эффекта. 

## Побочные эффекты
Клинические симптомы: диарея, лихорадка (гипертермия), усталость, тошнота, кашель, пневмония, боль в животе, озноб и сыпь. 
Лаборатория патологии могут включать: нейтропения, гипертриглицеридемия, гипергликемия и повышенный уровень печеночных ферментов. 
"Безопасность и эффективность Idelalisib к лечить рецидив FL и рецидив SLL были созданы в клиническом испытании с участием 123 представителей с медленно растущей (вялотекущей) неходжкинской лимфомы. Все участники были обработаны Zydelig и были оценены за полное или частичное исчезновение их рака после лечения (частота объективного ответа, или ОРР). Результаты показали 54 процента участников с рецидивом Флорида и 58 процентов участников с SLL испытал ЧОО. 

## Утверждение FDA
23 июля 2014 года FDA одобрила Иделалисиб для лечения различных типов лимфолейкоза. 

## Признание EMA
На следующий день после утверждения FDA применения Иделалисиба, EMA также признала этот препарат для лечения в Европе.